# Fernand Joseph Chrestien de Tréveneuc
Fernand-Joseph Chrestien de Tréveneuc est un homme politique français né le 2 novembre 1824 à Lantic (Côtes-d'Armor) et décédé le 29 juin 1873 à Moëlan-sur-Mer (Finistère).

## Biographie
Frère d'Henri de Tréveneuc, il est capitaine de Dragons. Pendant le siège de Paris, il fut attaché comme aide de camp aux généraux Le Flô et Trochu. 
Il est représentant légitimiste, du Finistère de février 1871 à sa mort en 1873, où il siège dans le groupe Union des droites.
Il est le gendre de Charles Louis de Perrien.

## Sources
- « Fernand Joseph Chrestien de Tréveneuc », dans Adolphe Robert et Gaston Cougny, Dictionnaire des parlementaires français, Edgar Bourloton, 1889-1891 [détail de l’édition]